# 朋楚克
朋楚克（？—1670年），他是西迁的土尔扈特部领袖、卡尔梅克汗国太师，书库尔岱青的儿子。
1667年，书库尔岱青去世后，朋楚克继承了汗位。他在位期间，将此前非土尔扈特部的卫拉特人也都归属土尔扈特汗廷管辖，进一步巩固了汗国。在位三年去世，其子阿玉奇继位。
　　